# Liste der Monuments historiques in Bassevelle
Die Liste der Monuments historiques in Bassevelle führt die Monuments historiques in der französischen Gemeinde Bassevelle auf.

## Liste der Objekte
| Bezeichnung                                          | Beschreibung                                                   | Standort                          | Kennzeichnung | Schutzstatus | Datum | Bild |
| ---------------------------------------------------- | -------------------------------------------------------------- | --------------------------------- | ------------- | ------------ | ----- | ---- |
| Retabel mit Gemälde                                  | Zweite Hälfte des 18. Jahrhunderts                             | in der Kirche Sainte-Croix (Lage) | PM77004829    | Inscrit      | 2002  |      |
| Skulptur Maria                                       | Holz, bemalt und vergoldet, 18./19. Jahrhundert                | in der Kirche Sainte-Croix (Lage) | PM77004831    | Inscrit      | 2002  |      |
| Hauptaltar                                           | Holz, bemalt und vergoldet, zweite Hälfte des 18. Jahrhunderts | in der Kirche Sainte-Croix (Lage) | PM77004827    | Inscrit      | 0022  |      |
| Schrank für Fahnen                                   | Holz, zweite Hälfte des 18. Jahrhunderts                       | in der Kirche Sainte-Croix (Lage) | PM77004830    | Inscrit      | 2002  |      |
| 64 Bänke                                             | Holz, 19. Jahrhundert                                          | in der Kirche Sainte-Croix (Lage) | PM77004844    | Classé       | 2005  |      |
| Instrumentalteil der Orgel                           | Eichenholz, Zinn und Blei, 1788                                | in der Kirche Sainte-Croix (Lage) | PM77000091    | Classé       | 1987  |      |
| Wandvertäfelung im Chor                              | Holz, zweite Hälfte des 18. Jahrhunderts                       | in der Kirche Sainte-Croix (Lage) | PM77004828    | Inscrit      | 2002  |      |
| Schrank für den Prozessionsbaldachin                 | 18./19. Jahrhundert                                            | in der Kirche Sainte-Croix (Lage) | PM77004832    | Classé       | 2002  |      |
| Wandvertäfelung, Schränke und Möbel in der Sakristei | Holz, Ende des 18. Jahrhunderts                                | in der Kirche Sainte-Croix (Lage) | PM77004836    | Inscrit      | 2002  |      |
| Orgel                                                | 1788                                                           | in der Kirche Sainte-Croix (Lage) | PM77002255    | Classé       | 1987  |      |
| Orgelprospekt                                        | 1788/89                                                        | in der Kirche Sainte-Croix (Lage) | PM77004826    | Inscrit      | 2002  |      |
| Grabplatte für François L’Empereur                   | Stein, 1737                                                    | in der Kirche Sainte-Croix (Lage) | PM77004834    | Inscrit      | 2002  |      |
| Taufbecken mit Abdeckung                             | Holz und Marmor, 18. Jahrhundert                               | in der Kirche Sainte-Croix (Lage) | PM77004833    | Inscrit      | 2002  |      |
| Grabplatte                                           | Stein, 16. Jahrhundert                                         | in der Kirche Sainte-Croix (Lage) | PM77004835    | Inscrit      | 2002  |      |